# Urocordylus wandesfordii
Urocordylus wandesfordii és una espècie extinta de tetràpode lepospòndil de l'ordre Nectridea que va viure a la fi del període Carbonífer en el que avui en dia és Irlanda. És un lepospòndil petit, d'un 15-20 cm de longitud.